# Gerd Böckmann
Gerd Böckmann (Chemnitz, 11 gennaio 1944) è un attore, regista e doppiatore tedesco.

## Biografia
Gerd Böckmann nasce a Chemnitz da Werner Böckmann (1920–1994), clarinettista. Dopo la guerra la famiglia si trasferisce a Wuppertal, città di origine dei genitori. Dal 1956 al pensionamento, il padre suonò nella Sinfonieorchester der Stadt Münster, dove da ragazzo studiò Gerd.
Grazie al padre, Gerd Böckmann visse il palcoscenico fin da bambino e iniziò a studiare pianoforte. Ma il suo desiderio era la recitazione, che iniziò a 15 anni. Dopo la frequentazione del Schillergymnasium Münster andò alla Folkwang-Schule di Essen e alla Otto-Falckenberg-Schule a Monaco di Baviera. Si diplomò alla Otto-Falckenberg-Schule di Monaco.
Recitò in teatro al Schillertheater di Berlino, al Staatstheater Stuttgart, al Thalia Theater di Amburgo, alla Hamburger Schauspielhaus, al Bayerisches Staatsschauspiel e alla Schauspielhaus Zürich. Recitò con registi come Boleslaw Barlog, Hans Lietzau e Dieter Dorn.
È noto per le interpretazioni televisive in I Buddenbrooks (Regia: Franz Peter Wirth), Die Wannseekonferenz (Regia: Heinz Schirk), in The Venice Project (Regia: Robert Dornhelm), in Uprising (Regia: Jon Avnet) e in Der Atem des Himmels di Reinhold Bilgeri. In serie televisive recita in Tatort episodi "Fortuna III" e "Mord in der Akademie", Sonderdezernat K1, L'ispettore Derrick, Un caso per due e Der Alte.
Gerd Böckmann come regista di opere teatrali di David Mamet Edmond, Thomas Bernhard Theatermacher e Shakespeare Romeo und Julia e altri.
Come doppiatore ha dato la voce a Gérard Depardieu, Henry Fonda, Giancarlo Giannini e altri.

## Filmografia parziale
- Eines langen Tages Reise in die Nacht - serie TV (1971)
- Der Kommissar - serie TV (1974)
- Sonderdezernat K1 - serie TV (1975)
- L'ispettore Derrick - serie TV (1975)
- Tatort -  serie TV (1976)
- Un caso per due - serie TV (1982)
- Der Alte - serie TV (1987-1994)